# Tunga (Leyte)
Tunga (Bayan ng Tunga) är en kommun i Filippinerna. Kommunen ligger på ön Leyte, och tillhör provinsen Leyte. Folkmängden uppgår till 6 111 invånare.
Tunga är indelat i 8 barangayer.